# 那賀町立鷲敷中学校
那賀町立鷲敷中学校（なかちょうりつ わじきちゅうがっこう）は、徳島県那賀郡那賀町和食郷字南川にある公立中学校。

## 沿革
- 1947年 - 新学制実施に伴い鷲敷中学校創立。
- 1979年 - 徳島県及び徳島県教育会より第一回藍青賞を受賞。
- 1984年 - 全国保健体育優良校として日本学校体育連合会より表彰。

## 校訓
- 己に克て

## 校歌
- 作詞: 保科千代次
- 作曲: 今川幹夫

## おもな卒業生
- 田中宣宗（ミュージカル俳優）
- 中郷大樹（打撃投手）

## 通学区域が隣接している学校
- 那賀町立相生中学校
- 阿南市立新野中学校
- 阿南市立阿南第二中学校
- 阿南市立加茂谷中学校
- 勝浦町立勝浦中学校